# 吳滄洲
吳滄洲，香港編劇，在1970年代成為電影編劇，1993年吳滄洲憑與張之亮、黃仁逵聯合編劇的《籠民》獲得香港電影金像獎最佳編劇獎。

## 簡介
吳滄洲的父親是南洋華僑。童年時移居香港，在香港接受教育。1970年代年初因對電影有強烈興趣，加入「長鳳新電影工作者訓練班」。1971年進入長城電影公司，初任職發行宣傳，並在報章撰寫影評、小說、專欄雜文。之後成為電影編劇。1987年，吳滄洲憑《美國心》首度獲得香港電影金像獎最佳編劇獎提名。六年後，憑與張之亮、黃仁逵聯合編劇的《籠民》獲得香港電影金像獎最佳編劇獎。
1991年赴新加坡電視台華文戲劇組任職編審，負責多部連續劇及電視電影的劇本創作。1995年返回香港，先後在亞洲電視及其他影視製作公司任職編審、創作經理。

## 電視劇 (新加坡)
- 1994年：白蛇後傳之人間有愛

## 電視劇 (亞洲電視)
- 1997年：97變色龍
- 1997年：肥貓正傳
- 1997年：我來自潮州
- 1998年：我來自廣州
- 1999年：非常女警

## 電影作品
- 1975年：紅纓刀
- 1976年：大風浪
- 1978年：巴士奇遇結良緣
- 1979年：通天臨記
- 1979年：鐵腳馬眼神仙肚
- 1982年：夜上海
- 1986年：美國心
- 1988年：富貴再逼人
- 1992年：籠民

## 外部連結
- 香港電影編劇家協會-吳滄洲
- 中文電影資料庫-吳滄洲（页面存档备份，存于）